# Неправославные храмы Ленинградской области
Список неправославных храмов Ленинградской области включает католические и протестантские соборы (костёлы), церкви, кирхи, дома молитвы, а также синагоги, мечети, хурулы и другие, сгруппированные по вероисповеданиям.
Земли, входящие в территорию современной Ленинградской области, исторической области Ингерманландия, располагаются на границе между западным миром и восточными землями, поэтому они постоянно переходили, изначально, от славянских народов к другим народам, а затем от Древнерусского, Русского государства к Шведскому, и, впоследствии, Финскому и обратно. Коренное население этого края (водь, ижора, ингерманландские финны и другие) было крещено изначально в православии, стало лютеранским после того, как данная территория по Столбовскому миру отошла Швеции. Это, в свою очередь, породило возникновение на этих землях изначально католических, а впоследствии лютеранских общин и церквей (после Реформации в Швеции). Католические же приходы, действующие сегодня, возникли сравнительно недавно — после основания Санкт-Петербурга и переселения сюда представителей разных европейских народов, исповедующих католицизм.
Таким образом, на территории современных г. Санкт-Петербурга и Ленинградской области до революции 1917 года насчитывалось 64 прихода и 9 частично (не считая капельных приходов), в 3-х из которых храмы располагались на территории совр. Ленинградской области и 6 — на территории современной Финляндии (Nuijamaa, Rautjärvi, Virolahti, Ylämaa, Lappeenranta, Ruokolahti). В совокупности это 67 храмов на территории совр. Ленинградской области и 6 на территории современной Финляндии. Из них на присоединённой от Финляндии в ходе Советско-финляндской войны территории полностью находилось 28 приходов (4 из них — в акватории Финского залива) и 9 — частично.
Сегодня финно-угорское население области составляет в совокупности около 0,5 %. Большинство из них лютеране, хотя достаточно и православных. В свою очередь, приходы Церкви Ингрии посещают также не только представители финно-угорских народов, но и русские и представители других национальностей, населяющих область. Количество католиков в советский период также сильно снизилось, католические приходы сегодня также являются полиэтничными.

## Храмы, здания которых сохранились

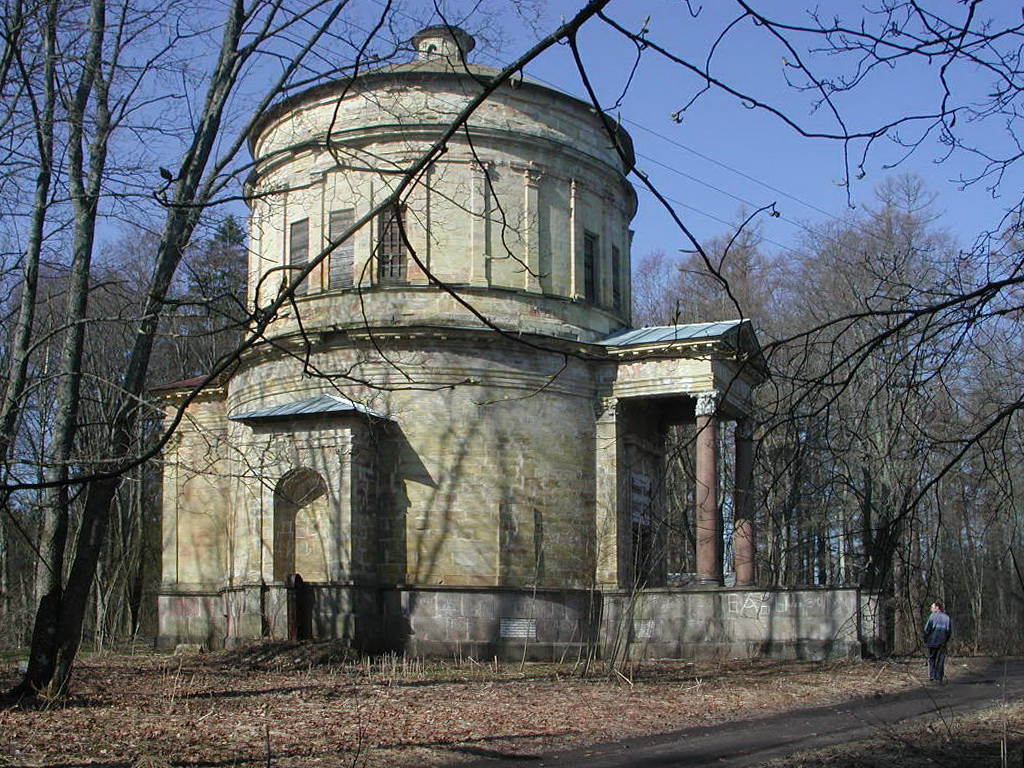
Костёл св. Стефании в Дружноселье

### Католические
- Храм Святого Николая (Луга)
- Церковь Пресвятой Девы Марии Кармельской (Гатчина) (частично сохранилась, действующая)
- Костёл Святой Стефании в Дружноселье — располагается в пос. Дружноселье. Внешне здание похоже на снесённый костёл в Кронштадте. Здание сохранно, не используется.
- Костёл Гиацинта (Выборг) — построен в XVI веке, первоначально в нём размещалась школа Францисканского монастыря. В середине XVII века здание было перестроено под Рыцарский дом. С 1799 года здесь разместилась часовня св. Гиацинта, в 1856 году получившая статус приходской церкви. Окончательно костёл перестал действовать в 1944 году. В 1972 году здание, пострадавшее во время войны, было восстановлено как Рыцарский дом и передано под детскую художественную школу.
- Часовая башня (Выборг) — колокольня выборгского кафедрального собора (разрушен во время Советско-финской войны).

### Протестантские

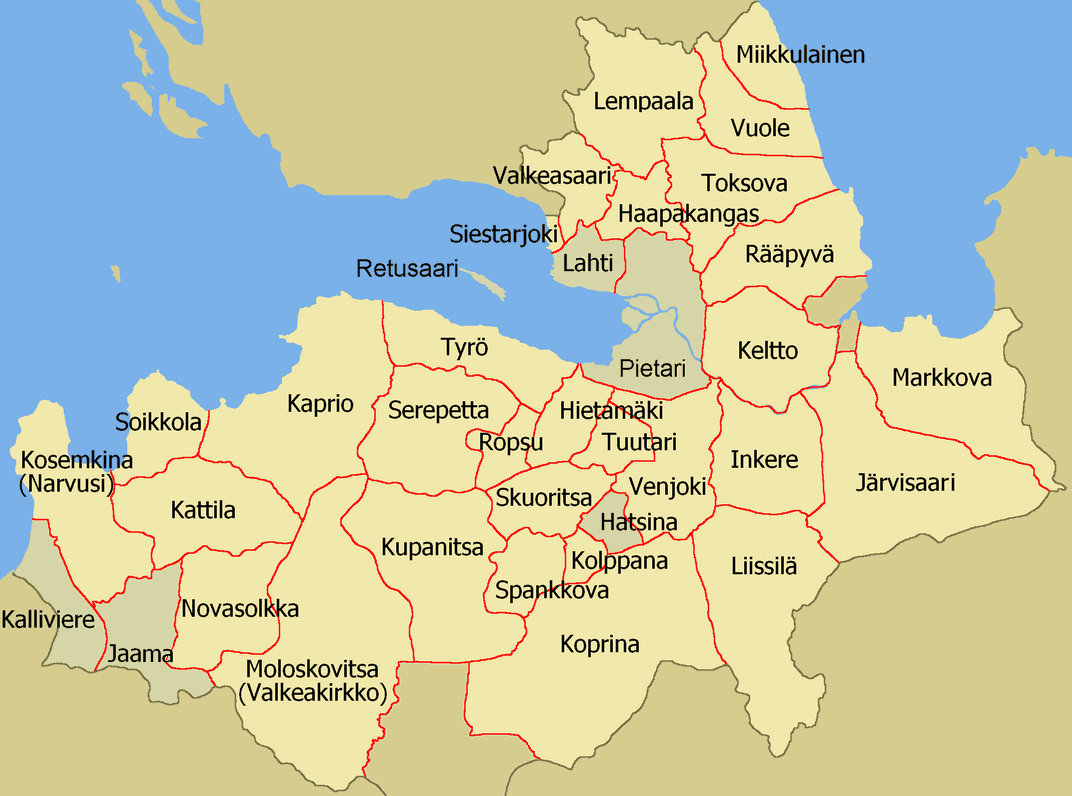
Карта приходов Церкви Ингрии (1930-е годы)

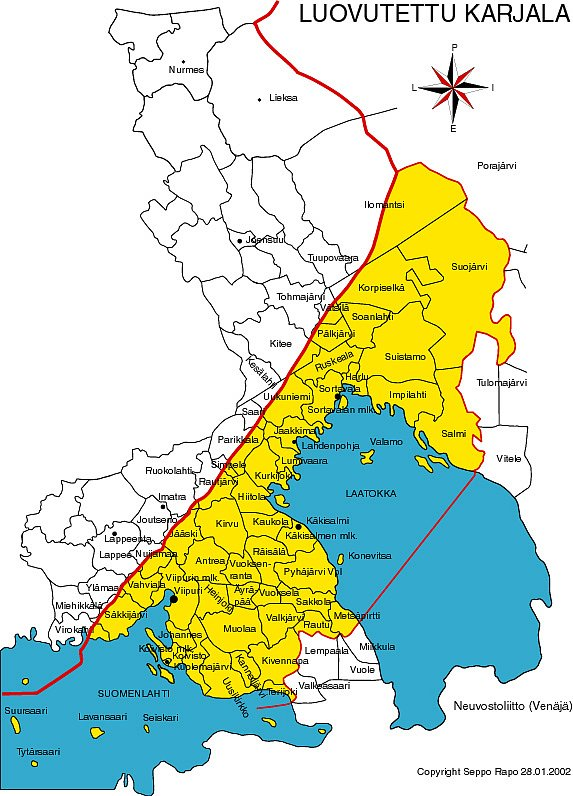
Карта приходов лютеранской церкви на бывш. терр. Финляндии

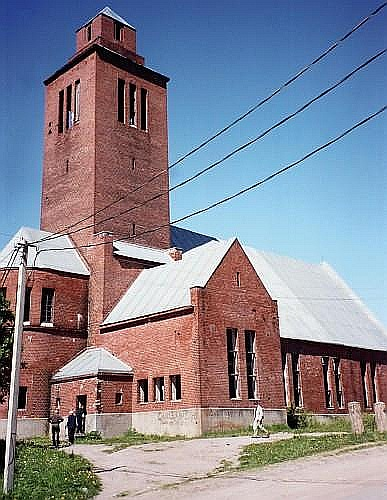
Кирха в посёлке Севастьяново

#### Лютеранские

##### Финские
- Кирха в Токсове
- Церковь Святого Николая (Гатчина)
- Лютеранская церковь Святого Петра (Гатчина) — в Колпанах
- Кирха Святого Иоанна Крестителя в Губаницах
- Кирха в Мельникове
- Кирха Святой Марии в Шпанькове — руинирована
- Кирха в Молосковицах — Каменная кирха на 400 мест была построена в 1632 году, самая старая в Западной Ингерманландии. Здание было построено из белого известняка, поэтому в народе она называлась «Белая кирха» (фин. Valkeakirkko). В 1902 году на средства и по чертежам пробста К. Паландера в храме был выполнен капитальный ремонт. В ходе ремонта были установлены печи, но общая высота крыши, включая готическое завершение, была понижена, вследствие чего кирха утратила свой привычный вид. На сегодняшний день руинирована, восстановление не планируется[1][2][3].
- Кирха в Севастьянове — действующая.
- Кирха Святой Екатерины в Петрове
- Кирха Святых Апостолов Петра и Павла в Малых Горках (близ Ропши) — руинирована.
- Лютеранская церковь Святого Андрея Первозванного в Большом Кузёмкине
- Собор Святых Петра и Павла (Выборг)
- Выборгский собор доминиканского монастыря (в руинах). Сохранилась колокольня — башня Ратуши.
- Кирха Святой Марии Магдалины (Приморск)
- Кирха в Приозерске
- Кирха в Каннельярви — расположена в пос. Победа, построена по проекту Уно Ульберга в 1935 году. Хорошо сохранилась колокольня, само здание — без крыши. В пристройке действует воскресная школа[4].
- Кирха в Энсо — расположена в г. Светогорск. Храм в г. Энсо начали строить в 1939 году. Возможно храм не успели достроить из-за начавшейся войны, но другие источники это не подтверждают. Практически полностью сохранилась колокольня, в настоящее время на ней установлена антенна[5].
- Кирха в Полянах (фин. Uusikirkko — Новая церковь) — расположена в пос. Поляны. Первую христианскую церковь в этой местности в 1445 году основали ещё шведские католики. Последняя церковь, возведенная по классической крестообразной в плане схеме по проекту зодчего Матти Салонена, предстала перед паствой в 1800 году. 21 июля 1807 года храм был освящен в честь святого Йоханнеса. К сегодняшнему дню сохранилась только каменная часть колокольни[6]
- Кирха в пос. Озёрское (фин. Вуоксенранта). Храм возвели в 1934—1935 годах по проекту архитектора Вяйнё Кейнянена в стиле конструктивизм. Здание сохранилось[7].
- Кирха в пос. Ромашки (фин. Vuokselan kirkko)- расположена в пос. Ромашки (Вуоксела). Кирха Вуоксела построена на мысу Ламмасниеми (Овечий) в 1928-29 годах по проекту архитектора Илмари Лауниса[8].

##### Немецкие

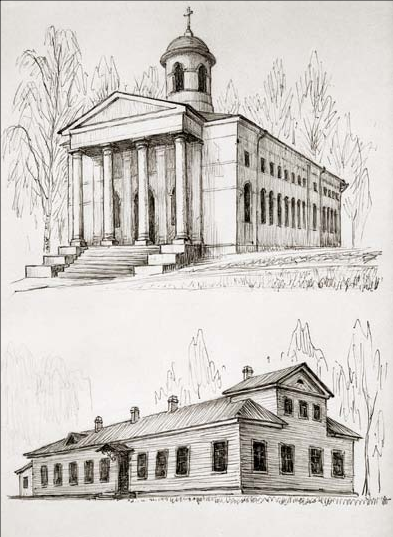
Здание кирхи и немецкой школы на совр. рис. Адама Шмидта

- Церковь Святой Екатерины (посёлок Новосаратовка, 142)

После манифеста Екатерины Второй 1763 года о колонистах в окрестностях столицы начали селиться выходцы из средней Германии, которые занимались молочным хозяйством и огородничеством. Одна из колоний расположилась неподалёку от столицы на правом берегу Невы и была названа Новой Саратовкой. В начале XX века в ней было около тысячи жителей. По прибытии в 1766 году на место они построили деревянный храм, деньги на возведение которого дала Екатерина Вторая. Церкви было дано имя святой. Новое каменное здание было заложено 24 сентября 1833 по образу и подобию немецких церквей. Оно было освящено 8 декабря 1835.
Кирха была закрыта 21 сентября 1935 и перестроена под школу. Башня со шпилем была снесена, здание разбито на два этажа и расширено в размерах. В позднесоветское и перестроечное время оно пришло в негодность. В 1994 году здание выкуплено с целью организации Теологической семинарии Евангелическо-Лютеранской Церкви. Сегодня это главное здание Семинарии, в нём находятся аудитории, капелла, столовая, библиотека с читальным залом, и общежитие.
В 2004 году было освящено второе, новое здание, в котором находятся административные помещения и квартиры для преподавателей.
- Капелла Людвигсбург (город Выборг, парк Монрепо — построена в начале XIX века как часть фамильной усыпальницы баронов Николаи.

#### Другие протестантские
- Молитвенный дом адвентистов в Выборге.

## Несохранившиеся храмы на территории Ленинградской области

### Католические
На территории гатчинского прихода:
- Абрамова пустошь (несуществующий в данное время нас. пункт вблизи урочища Абрамово Гатчинского района). Часовня построена в 1911, закрыта в 1930-х годах.
- Дивенская (совр. ст. Дивенская). Часовня упоминается в 1920-х годов.
- Сиверская (совр. ст. Сиверская), бывш. Береговой пр., 28/30, совр. адрес: ул. Саши Никифорова, 14—16. Часовня св. Петра. Богослужения при станции с 1910 года. Отдельного здания для часовни построено не было, богослужения совершались в доме Б. Огризко (дом сохранился) и прекратились в июле 1932 года.
- Тайцы (совр. пос. Тайцы). Домовая часовня 1916—1918 (?) годов.
- В Луге также существовала часовня имения Владиславовка (угол Ярославской ул. и Рижского пер., 1). Деревянная часовня отделения санкт-петербургского приюта о. Антония Малецкого открыта в конце мая 1906 года, закрыта в 1918 (1924?) году.

Кроме приходской церкви св. Гиацинта, в Выборге в разное время действовали также:
- Собор Пресвятой Богородицы и святых Ангелов (ул. Южный вал, бывш. ул. Луостаринкату). Деревянная церковь доминиканского монастыря, основанного в 1392 году (впервые упоминается в 1403 году), сгорела в 1477 году, новая каменная церковь воздвигнута в 1481—1494 годах, пустовала после Реформации, впоследствии стала церковью финского лютеранского прихода, сохранилась в руинах.
- Выборгский собор францисканского монастыря впервые упоминается в 1403 году (возможно, была основана ранее; существует версия, согласно которой «старый монастырь», то есть обитель францисканцев, возник в Выборге прежде доминиканской общины), построена в камне, вероятно, в 1440-х годов, пустовала после Реформации, не сохранилась.
- Часовня св. Марии Магдалины при городском лепрозории. Устроена в 1475 году, закрыта в период Реформации, не сохранилась.
- Часовня детского приюта прихода св. Гиацинта (бывш. район Нейтсютниеми, ул. Нейтсюткату, совр. Петровский посёлок в черте г. Выборга, Петровская ул. (?)). Приют был открыт в деревянном одноэтажном доме в 1927 году, в котором в том же году была устроена также часовня. Воспитанники и сотрудники эвакуированы вглубь Финляндии в 1939 году ввиду начала военных действий между СССР и Финляндией. Здание приюта, вероятно, не сохранилось.
- Часовня Пресвятой Богородицы в открытых св. Урсулой Ледуховской в 1908 году школе и приюте в дер. Сордвала (Сортавала Уусикирккского прихода, в наст. время—несохранившееся поселение между пос. Озерки и Зелёная роща Выборгского района). Не принадлежала ни к одному из приходов. В 1926 году здание, к тому времени пустовавшее, было продано.
- Церковь св. Иоанна Непомуцкого в Ямбурге (совр. г. Кингисепп, бывш. ул. Бол. Петербургская, совр. К. Маркса, 5), открыта в 1816 году в почтовом доме, действовала до 1 сентября 1939 года. Здание сохранилось.
- К приходу принадлежала также кладбищенская часовня колонии Луцк (Ней-Луцк, совр. дер. Малый Луцк Кингисеппского района). Деревянная часовня построена в 1894 году, не сохранилась.

На территории области действовали также часовни, принадлежавшие другим приходам.
Кронштадтскому:
- форт Ино (Николаевский), совр. пос. Приветнинское Выборгского района, часовня св. Викентия Поля. Действовала с 1911 года (в случайных помещениях). Постоянная часовня открыта в 1915 году в пустовавшей походной православной церкви, помещавшейся в бывшей солдатской столовой форта (освящена 28 октября 1915 года), закрыта в 1917 году, не сохранилась.
- форт Красная Горка (Алексеевский), совр. пос. Красная Горка Ломоносовского района, 12-я батарея, рядом с домом коменданта форта, где уже в 1911 году регулярно совершались богослужения; постоянная часовня устроена в 1916 году, закрыта в 1917 году, не сохранилась.

Санкт-Петербургскому приходу св. Екатерины:
- Филиальная церковь Воздвижения Святого Креста в г. Шлиссельбурге на бывш. ул. Бишлотской, 25—26, совр. ул. 1 Мая. Была построена в 1909—1910 годах, освящена 14 сентября 1910 года. Закрыта, вероятно, в 1931 году, взорвана в 1978 году.
- Часовня при ст. Званка (Волховстрой). Была открыта во временно арендованном помещении в 1916—1917 годах, закрыта, вероятно, в 1918 году. Не сохранилась.

Царскосельскому:
- Домовая часовня св. Иосифа, ст. Вырица-Посёлок, бывш. Урбанский пр., вблизи платформы № 2. Была открыта во временном помещении в 1915, перенесена в особый дом в 1916, возможно, с 1919 года имела статус филиальной. Закрыта в 1932 году, не сохранилась.

Колпинскому:
- Часовня у ст. Поповка, совр. пос. Красный Бор Тосненского района, бывш. 4-я ул., угол совр. Стахановской и Ижорской улиц (на берегу Марковского озера). Открыта в 1909 году (освящена 22 июля 1909 года), закрыта в 1929 году, не сохранилась.
- Домовая церковь на ст. Саблино, совр. пос. Ульяновка Тосненского района, бывш. Графский, совр. Советский пр., дом И. Курчевского. Открыта в 1910 году, закрыта в 1922 году, не сохранилась.

Новгородскому:
- Часовня в пос. Любань Тосненского района, бывш. Земское шоссе, совр. Загородное шоссе, дом М. М. Меницкого. Первая часовня, открытая в 1910 году, развалилась в 1919 году, взамен была устроена новая, закрытая в 1922 году и, вероятно, не сохранившаяся.
- Временная чаосвня для беженцев в г. Тихвин действовала в 1916—1918 годах.
- Часовня в г. Тосно, бывш. район Балашовка, совр. Октябрьский пр. Устроена в 1916 году, закрыта в 1922 году; вероятно, не сохранилась.

В разное время, в основном в XIX—XX веках, богослужения совершались также в бараке при ст. Калище, на стекольном заводе в пос. Иоханнес (совр. г. Советский Выборгского района), и, возможно, в г. Ораниенбаум. Однако, отдельных храмовых зданий в этих населённых пунктах, по всей видимости, всё же никогда не было.

### Финские лютеранские
- Кирха Святого Георгия в Колтушах

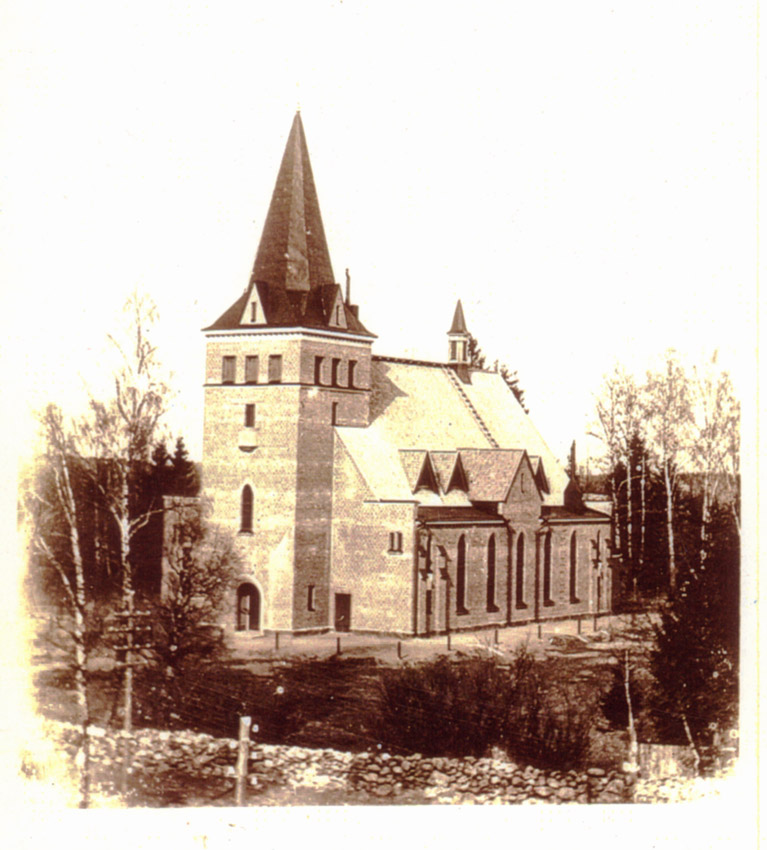
Кирха в Рауту (пос. Сосново)

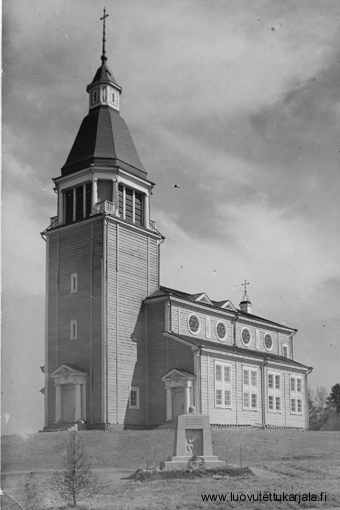
Кирха в Валкъярви до Зимней войны

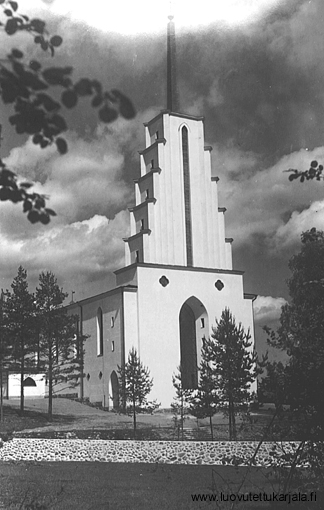
Кирха в Эюряпяя (пос. Барышево)

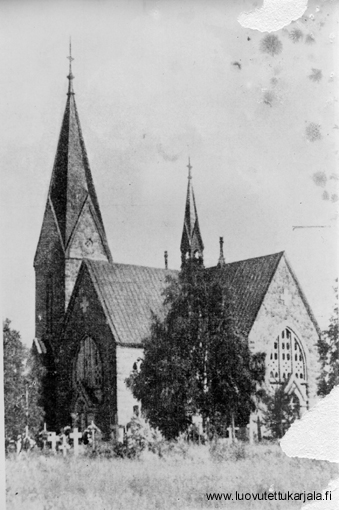
Кирха в Куолемаярви (пос. Рябово)

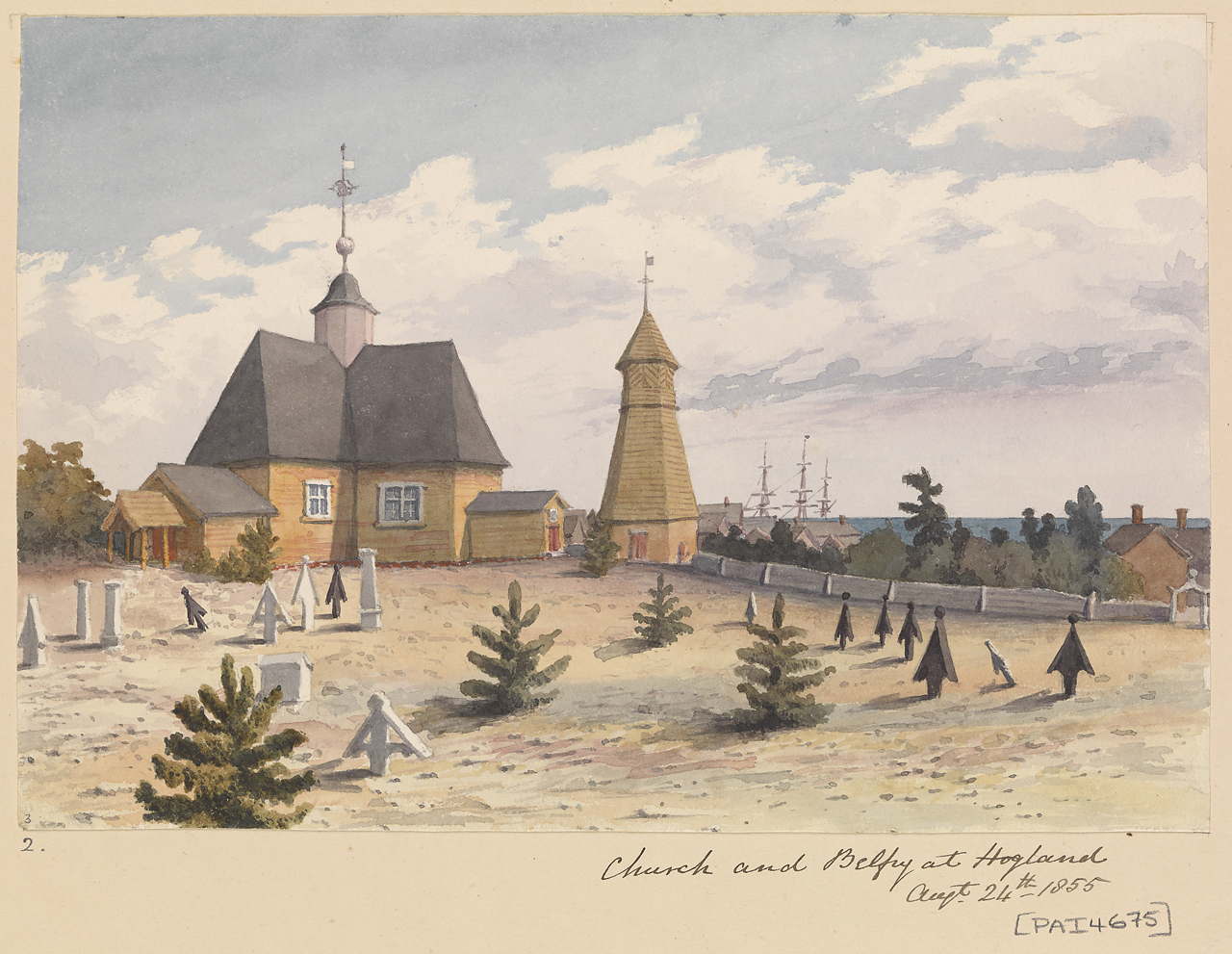
Кирха на о. Гогланд, рис. Edward Gennys Fanshawe, 24.08.1855

- Кирха Святых Апостолов Петра и Павла в Белоострове — на территории современного садоводства Старый Белоостров.
- Новый кафедральный собор (Выборг)
- Старый кафедральный собор (Выборг)
- Кирха Святого Лазаря в Кингисеппе
- Кирха в Сосново (фин. Рауту) (фин. fi:Raudun kirkko). В 1925 — 26 годах на месте прежней кирхи Рауту, сгоревшей во время гражданской войны в 1918 году, по проекту архитектора Бертилла Мохелла, возведён третий храм. В начале зимней войны храм взорвали. Ещё долгое время кирпич с устоявших стен разбирали на разные нужды. Фундамент использован при строительстве нового дома культуры. Справа в еловом лесу находилась старейшая часть кладбища. Теперь на этом месте построен особняк хозяина магазина на площади[10].
- Кирха в пос. Мичуринское (Валкъярви) (фин. fi:Valkjärven kirkko)- в пос. Мичуринское. Сгорел в 1960 году[11].
- Кирха в Заозерье
- Кирха в Лемболове
- Кирха Святого Михаила в Никулясах
- Лютеранская кирха во имя Святой Регины
- Кирха Святой Екатерины в Кобрине
- Кирха Святого Иоанна в Вуолах
- Кирха в Юкках
- Кирха Святого Михаила в Жеребятках
- Кирха Святого Иакова в Шапках
- Кирха Святого Иоанна в Кайболово
- Кирха Святой Троицы на горе Кирхгоф
- Кирха в Калливере
- Кирха Святых Апостолов Петра и Павла в Яльгелеве
- Кирха в Новосёлках прихода Каприо

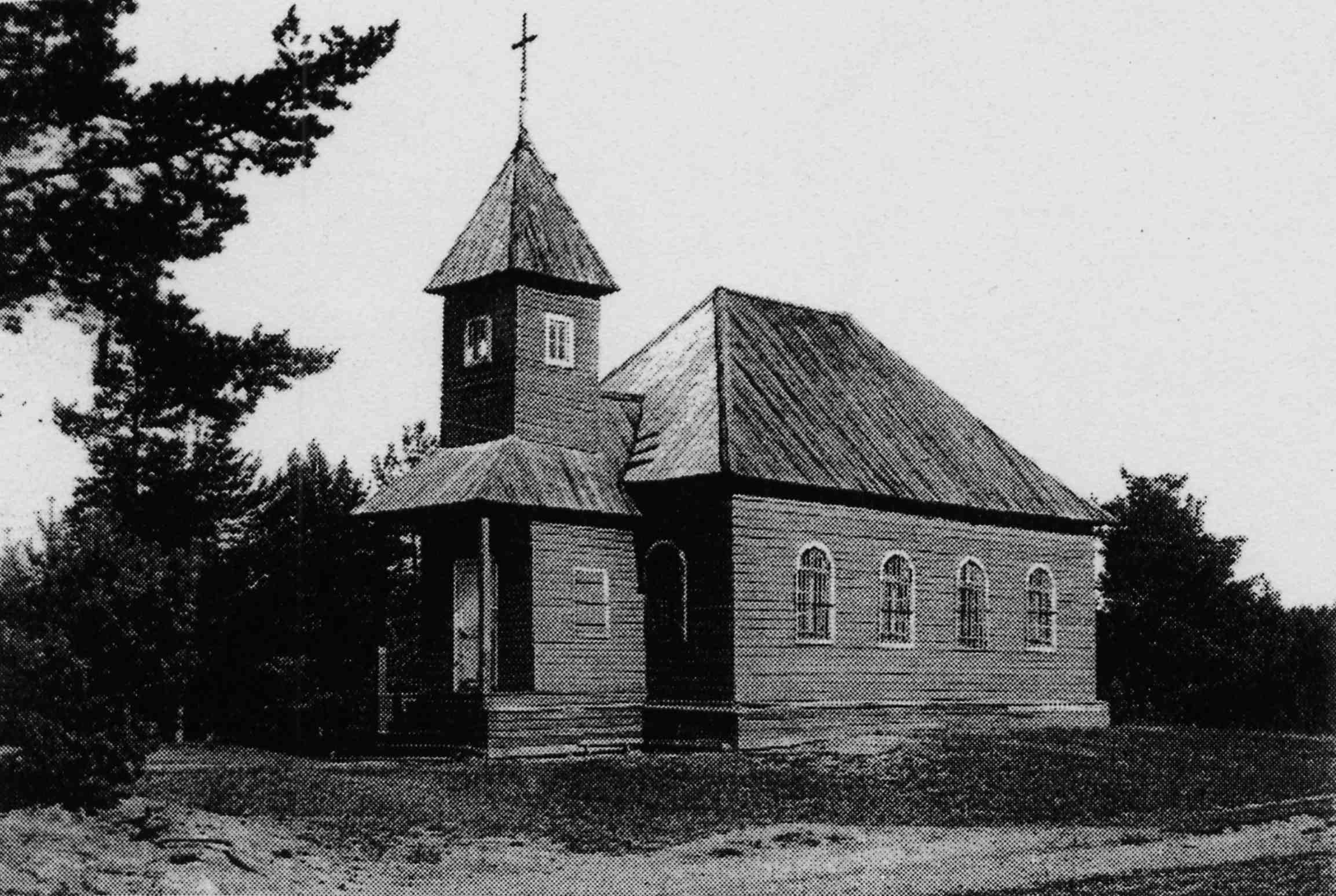
Капельный приход в дер. Ручьи прихода Каприо, фото 1911 г.

- Капельный приход в дер. Ручьи прихода Каприо
- Лютеранская церковь Святого Андрея Первозванного в Войскорово
- Кирха Святого Иоанна Крестителя в Марково
- Кирха Святого Иоанна в Котлах
- Кирха в Кивеннапе — расположена в поc. Первомайское. В 1812 году была возведена шестая по счету деревянная кирха, которую 1 декабря 1939 года, при отступлении подожгли финские войска. Таков был приказ военного командования[12].
- Кирха в Лесогорском — расположена в пос. Лесогорский (фин. Яяски). Построена в 1844 году, архитектор А. Гранстед[13].
- Кирха в Барышево (фин. fi:Äyräpään kirkko) — расположена в пос. Барышево (волость Эюряпяя). Строительные работы начались весной 1933 года. Проектные чертежи и расчеты составил архитектор Ойва Каллио. Зал были рассчитан на 876 посадочных мест[14].
- Кирха в Правдино (фин. fi:Muolaan kirkko). 18 декабря 1939 г. здание взорвал вместе с собой сапёр — разведчик по фамилии Никитин. Однако три угла кирхи уцелели и были разобраны уже в советское время[15].
- Кирха в Ихантала располагалась в пос. Ихантала (Петровка). Приход Ихантала образован в 1926 г. из селений северной части Выборгского сельского прихода. Деятельность прихода началась 1.1.1927 г. Численность прихода в 1939 г. была 3 081 человек[16].
- Кирха в пос. Плодовое (Pyhäjärvi) — расположена в пос. Плодовое (Пюхяярви).
- Кирха в Громово расположена в пос. Громово (фин. Саккола)
- Кирха в Яшино (фин. fi:Vahvialan kirkko) — располагалась в пос. Яшино(фин. Вахвиала
- Кирха в Кондратьево (фин. fi:Säkkijärven kirkko)- располагалась в пос. Кондратьево (Сяккиярви). Первая часовня была построена в 1541 г., перестроена в приходскую церковь в 1571 г. Решение построить четвёртую кирху было принято в 1829 году по проекту архитектора Карла Людвига Энгеля 26 февраля 1940 г. в ходе советских бомбардировок церковь сгорела. Остались одни стены и колонны. Большая часть церковной утвари была эвакуирована и сейчас используется в церквях общин Котки и Суомуссалми. Во время «Войны продолжения» 1941—1944 гг. была выстроена временная деревянная церковь, которую уничтожили уже после войны. В 1977 г. стоящий остов церкви и кладбище были разрушены[17].
- Кирха в Советском (фин. Йоханнес) — располагалась в пос. Советский.
- Кирха в Каменногорске (фин. Антреа) — располагалась в пос. Каменногорск. Последняя кирха, была построена в 1893-94 годах по проекту архитектора Ф. Миерица[18].
- Кирха в Вещево располагалась в пос. Вещево (фин. Хейнйоки)
- Кирха в Куолемаярви (фин. fi:Kuolemajärven kirkko) — располагалась в пос. Куолемаярви (Пионерское). Новая каменная кирха в Куолемаярви, заменившая старую деревянную, была построена по проекту Йозефа Стенбека, постройка завершена в 1902 г. Об архитектурных особенностях проекта можно прочитать в переводе статьи Сикстен Рингбом «Йозеф Стенбек и национальный романтизм в камне», глава 3[19][20].
- Кирха в пос. Свободное — располагалась в пос. Свободное (Кирву). Третья кирха Кирву построена из дерева в 1816 году по проекту архитектора Матти Салонен. Обе войны не затронули храма, пропало лишь всё внутреннее убранство — было уничтожено в советский период 1940-41 годов, там было зернохранилище. Говорят, что сгорела она лишь в 1978 году[21].
- Кирха в Запорожском располагалась в пос. Запорожское (Метсяпиртти). Новую, крестообразную в плане, кирху возвели на прежнем месте, где до этого существовало два капелланских храма Метсяпиртти. Годы постройки 1791-92. В 1841 году проведён капитальный ремонт кирхи. Новую колокольню поставили в 1876 году. Старый храм основательно перестроили в 1914 году по проекту архитектора Я. Аренберга и П. Бъёрка. При этом увеличили высоту стен кирхи на 1 метр. Также пристроили центральную, утерянную ранее, башенку над крестообразной крышей[22].
- Кирха на о. Мощный (фин. fi:Lavansaaren kirkko) — располагалась на о. Мощный (фин. Лавансаари).
- Кирха на о. Сескар — располагалась на о. Сескар. Последняя белая церковь Сейскари была построена под руководством ингерманландского крестьянина Яякко Колесава в 1878 г. Церковь отремонтировали в 1906 г. по чертежам архитектора Хъярда Сегерштадта и тогда же построили ризницу и колокольню. В церкви не было ни обогревательных приборов, ни органа[23].
- Кирха на о. Большой Тютерс — располагалась на о. Большой Тютерс (фин. Тютярсаари). Кирха была цела ещё в 2005-06 гг. А потом сгорела, то ли от молнии, то ли от людей. Использовали её, как говорят местные жители с Гогланда, под сарай, в нём держали сено[24].
- Кирха на о. Гогланд — располагалась на о. Гогланд (фин. Суурсаари). Первая кирха на о. Суурсаари была построена в 1768 году. В 1892 г. к ней была пристроена новая трёхэтажная колокольня. В 1897 г. крыша кирхи была покрыта жестью. Разрушена[25].

### Другие протестантские
- Церковь методистов в пос. Озёрское (фин. Вуоксенранта) (в деревне Нойнмяки (Noinmäki)). На землях прихода также находилась деревянная кирха методистов. В точности неизвестно даже место её расположения[26].
- Церковь Вефиль — методистская церковь в Выборге. Церковь находилась в д. 8 на улице Torkkelinkatu (совр. пр. Ленина). Здание с внешней стороны не имело характерных черт церкви, но в нём был большой молельный зал. У методистов был финский приход и объединённый шведско-русский приход. Церковное здание было разрушено во время Советско-финляндской войны в 1940 году[27].

### Иудейские
- Выборгская синагога

## Новые храмы и учебные заведения в лютеранских приходах

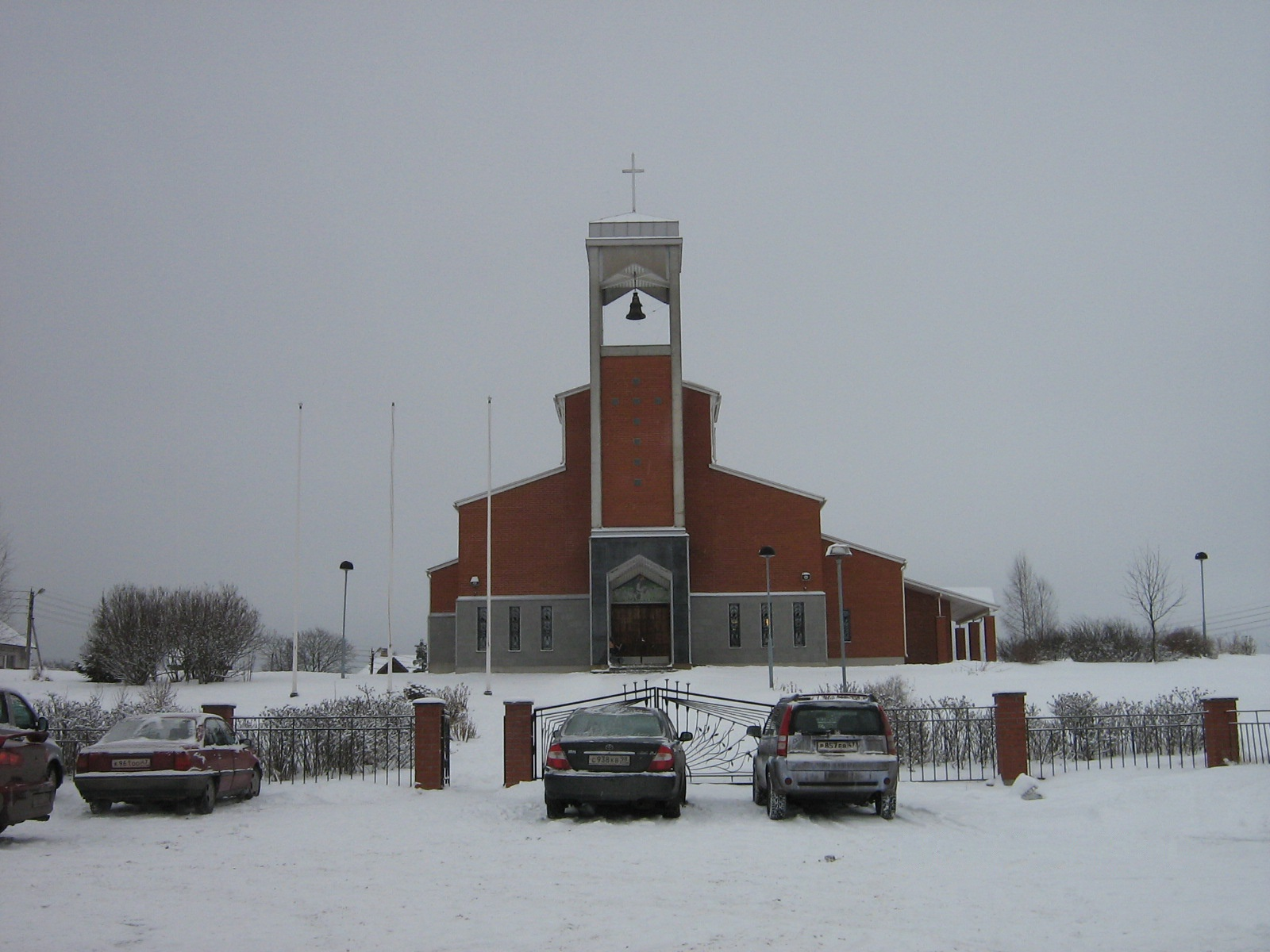
Современное здание прихода Келтто

- Недалеко от места, где располагалась кирха св. Георгия в Колтушах сегодня располагается новое здание церкви и Теологический институт Церкви Ингрии. В начале 1990-х годов в смежной деревне Колбино (ул. Церковная, д. 25) началось строительство нового каменного храма. Новую кирху освятили в октябре 1992 года, также в честь Святого Георгия. Она стала первой финской лютеранской церковью, построенной после революции на территории Ингерманландии. На её территории открылся Теологический институт Евангелическо-лютеранской церкви Ингрии им. С. Я. Лауриккалы. В настоящее время она является новым центром Колтушского прихода ЕЛЦИ, входящего в Санкт-Петербургское пробство[28][29].

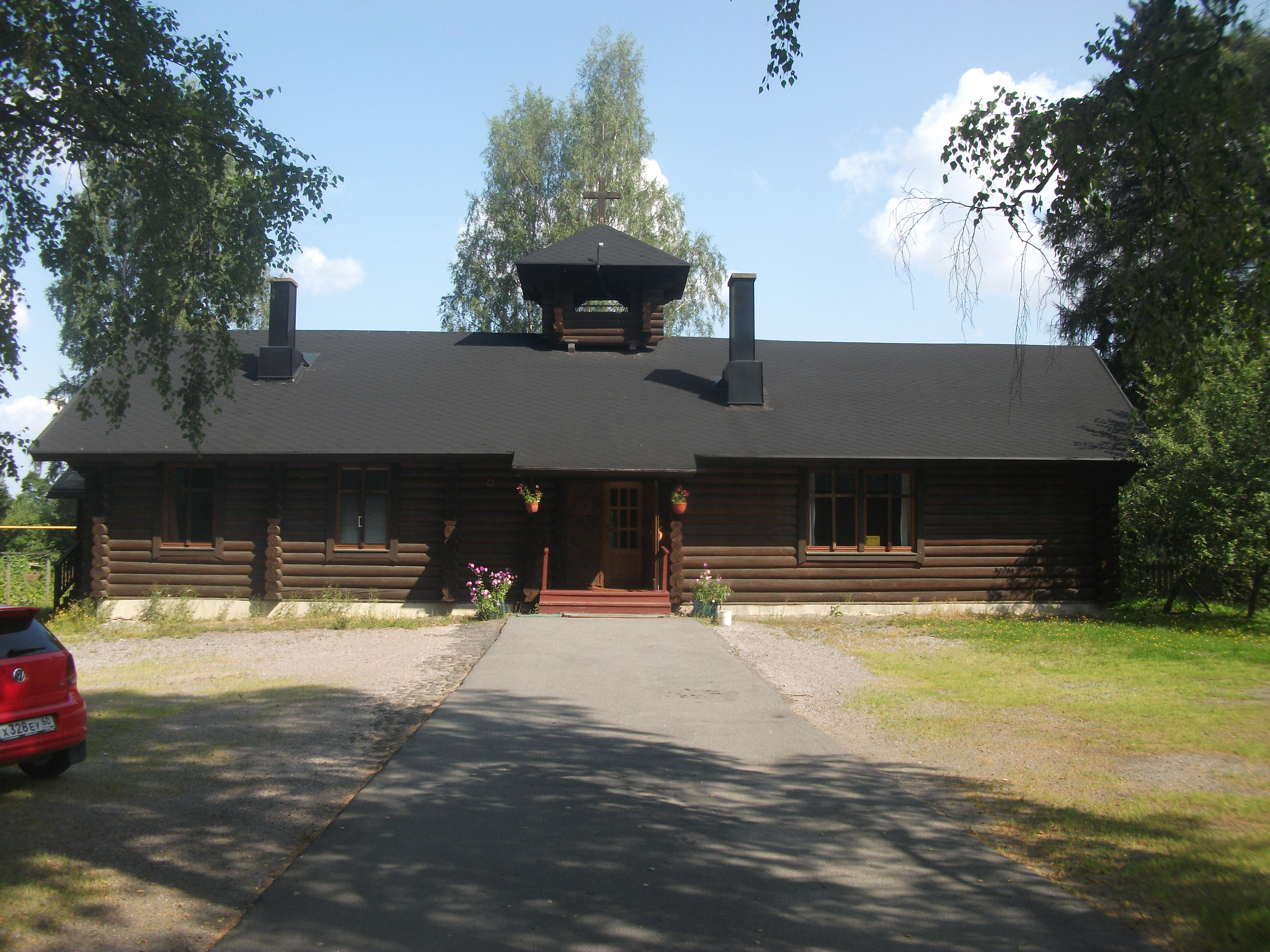
Новая кирха в Юкках

- Новый храм прихода Хаапакангас в Юкках

В 1996 году в Юкках была построена и передана финской общине новая деревянная церковь. В настоящее время она приписана к Санкт-Петербургскому пробству Церкви Ингрии.
- Новое здание прихода Ямбургский

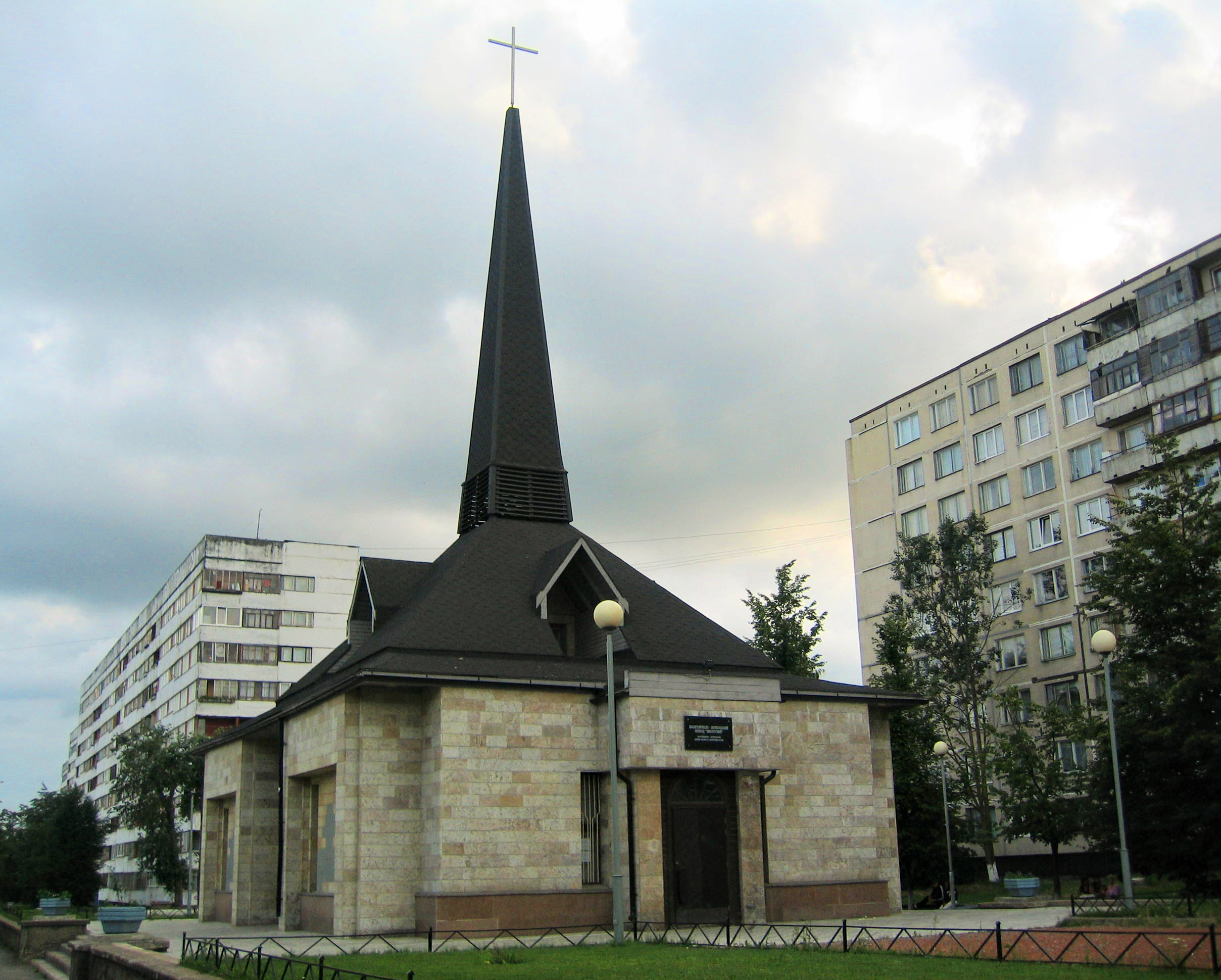
Здание новой кирхи Кингисеппа

В 1996 году был зарегистрирован возрождённый лютеранский приход Церкви Ингрии «Ямбургский». В настоящее время приход входит в Западно-Ингерманландское пробство.
- Новое здание прихода Лемпаала сегодня — капельный приход Токсовской кирхи

Лемболовский лютеранский приход был основан в 1611 году, первоначально назывался Куйваси (Kuivasi) и являлся регальным (королевским).
Лемболовская община стала первой евангелическо-лютеранской общиной, а приход — первым постоянным приходом в Ингерманландии. От этой даты отсчитывает свою историю Евангелическо-лютеранская Церковь Ингрии.
В 2001 году в посёлке Стеклянный была торжественно освящена небольшая кирха Лемболовского прихода. Лемболовский приход сейчас является капельным приходом Токсовского прихода.
16 июля 2011 года у памятного креста проходили основные мероприятия посвящённые 400-летию Церкви Ингрии в России.
- Новый храм в Белоострове

В 1995 году в посёлке Белоостров, по адресу ул. Центральная, д. 10, при помощи верующих из Финляндии была построена новая небольшая деревянная кирха, приписанная к лютеранскому приходу Преображения Господня (Зеленогорск), Санкт-Петербургского пробства, в которой проводил богослужения ныне покойный финский миссионер пастор Кюости Малми из Лаппеэнранты. Богослужения проходят на финском языке с синхронным переводом на русский.
- Приходу Кирхгоф восстановить старое здание не удалось. Возможно, со временем это станет возможным. В конце 1980-х годов началось возрождение Церкви Ингрии. В 1990 году на горе Кирхгоф прошло второе в постсоветской истории празднование Юханнуса, в празднике приняло участие около восьми тысяч человек. Затем праздник проводился здесь ежегодно с 1992 по 1998 год. 26 августа 1993 года в посёлке Можайский официально был зарегистрирован новый евангелическо-лютеранский приход «Дудергофский». Тогда же община начала добиваться разрешения восстановить храм на горе Кирхгоф, но сделать ей этого не удалось. В 1998 году на фундаменте кирхи святой Троицы был сооружён Горнолыжный подъёмник. Сейчас рядом с ним находятся остатки старого финского кладбища и фундамент пастората. В 2000 году для проведения богослужений лютеранская община приобрела дом по адресу: Санкт-Петербург, Красносельский район, пос. Можайский, ул. Малая Горская, д. 33. Приход входит в Санкт-Петербургское пробство[37].
- Новый храм прихода Хиетамяки располагается по адресу: Ломоносовский р-н, п. о. Аннино, дер. Иннолово, ул. Октябрьская, д. 69.

### Духовные академии

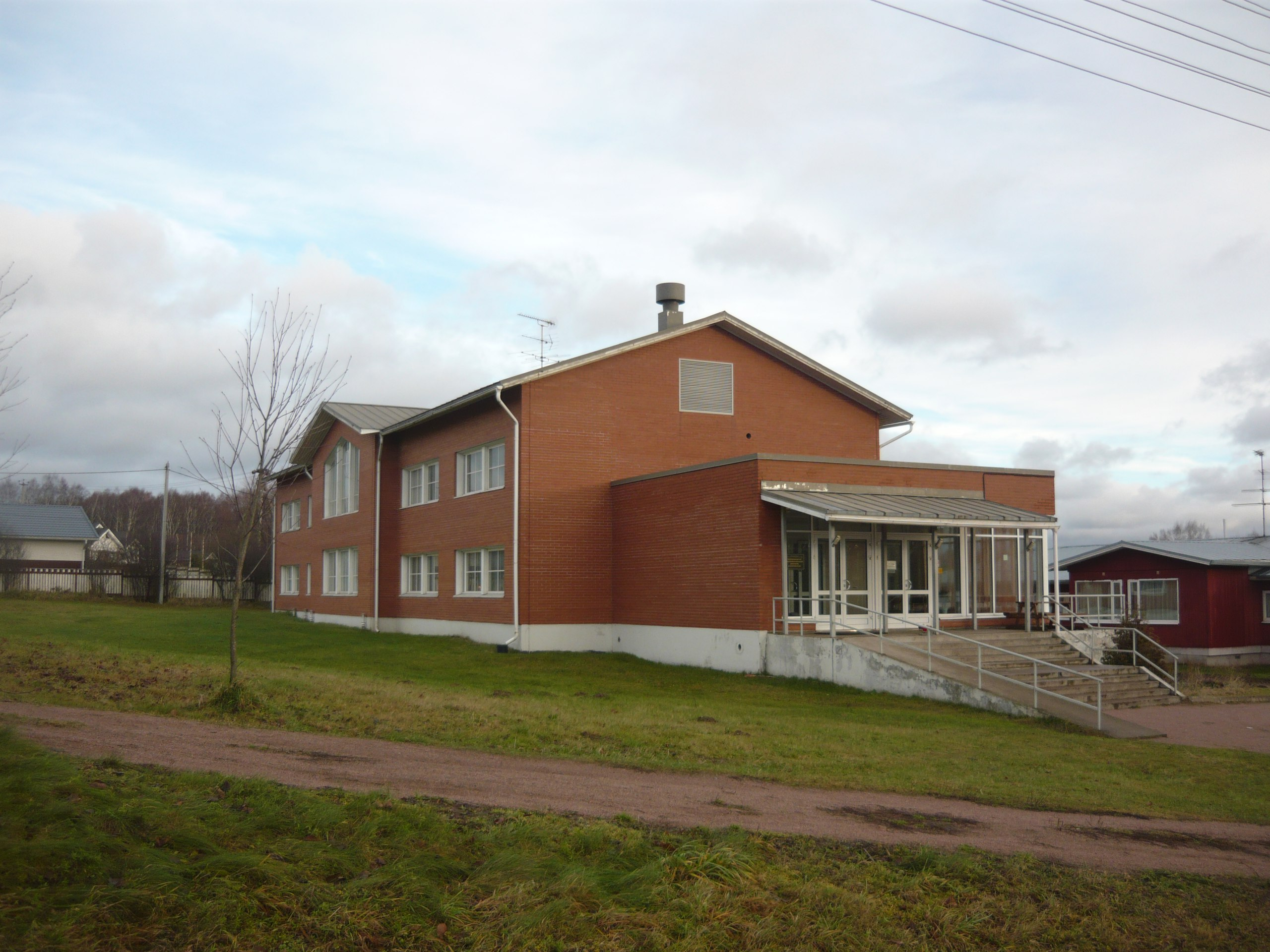
Теологический институт финской Церкви Ингрии

- Теологический институт Церкви Ингрии (дер. Колбино, д. 25 А Колтушское сельское поселение Всеволожского района)

Высшее духовное учебное заведение для подготовки пасторов и приходского актива Евангелическо-лютеранской Церкви Ингрии. Первая образовательная программа была реализована Церковью Ингрии на базе прихода города Пушкин (который изначально был немецким) в 1989 году. Позже обучение стало проходить в Санкт-Петербурге на базе прихода Святой Марии, затем — новой церкви Святого Георгия в Колтушах. В 1994 году организация «Финская церковная помощь» подарила комплекс зданий для организации Учебного центра (нынешнего Теологического Института), который и был освящен 27 августа 1995 года как Учебно-диаконический центр им. С. Я. Лауриккалы. 5 декабря 2015 года институт отметил свое 20-летие.

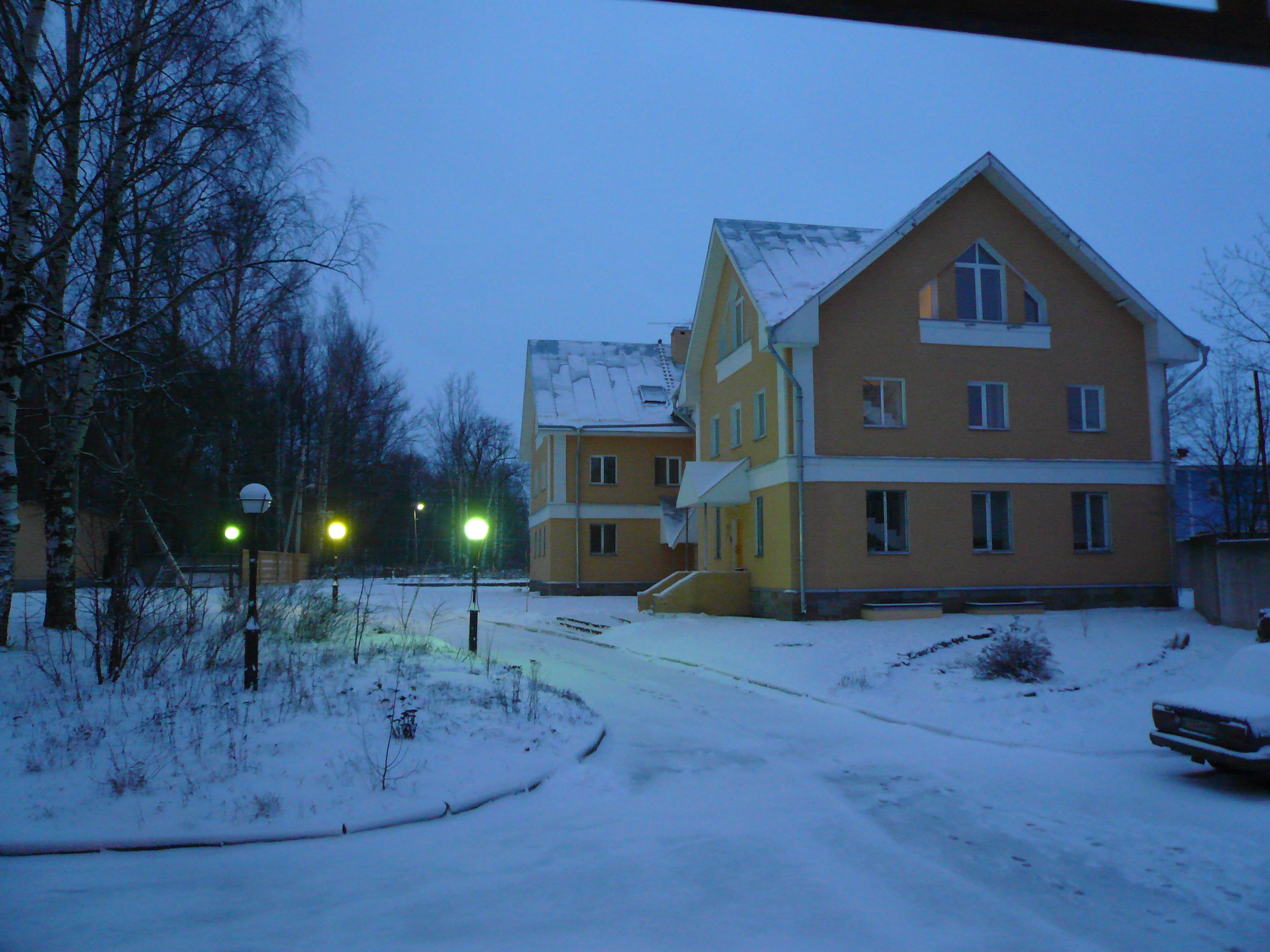
Теологическая семинария немецкой лютеранской церкви РФ и СНГ

- Теологическая семинария Евангелическо-лютеранской церкви России и сопредельных государств (посёлок Новосаратовка, 142 Всеволожского района)

Главное заведение для подготовки пасторов, проповедников и церковных сотрудников Евангелическо-лютеранской церкви в России, на Украине, в Казахстане и Средней Азии.
Основное здание семинарии (аудитории, капелла, столовая, библиотека с читальным залом, общежитие) находится в старой лютеранской церкви деревни Новосаратовки, построенной в 1833 году. В советское время, ещё до Второй мировой войны, это здание было превращено в школу. Башня была снесена, здание разбито на два этажа и расширено в размерах. В позднесоветское и перестроечное время оно пришло в негодность. В 1994 году церковь выкупила здание с целью использования для теологической семинарии, но первый набор студентов-очников смогла набрать лишь в 1997 году. В 2004 году было освящено второе, новое здание, в котором находятся административные помещения и квартиры для преподавателей.